# Mike Milligan
Michael "Mike" Milligan (Manchester, 20 februari 1967) is een Engels-Iers voormalig voetballer. Hij speelde in de jaren negentig als middenvelder voor Oldham Athletic en Norwich City in de Premier League. Hij was aanvoerder van Oldham.

## Clubcarrière

### Oldham Athletic en Everton
Milligan speelde gedurende de eerste vijf seizoenen van zijn profcarrière voor Oldham Athletic, waarmee hij hoge toppen scheerde. In 1990 bereikte hij met Oldham de finale van de Football League Cup. Daarin legde men nipt de duimen voor Nottingham Forest. Forest won met 1–0.
Milligan kwam met Oldham uit in de nieuwe Premier League vanaf het seizoen 1992/93. In augustus 1992 werd de Premier League namelijk opgericht. Milligan was een tijdje weg geweest bij Oldham. Tussen 1990 en 1991 had Milligan een contract bij Everton in de toenmalige eerste klasse: de Football League First Division. Everton betaalde een miljoen Britse pond voor Milligan. Veel potten brak hij niet bij de Toffees die dat destijds collectief geheel niet deden. Hij speelde amper 17 wedstrijden op 42. Een trainerswissel na een mindere seizoensstart– Colin Harvey werd ontslagen en Howard Kendall nam over – luidde het einde in van Milligans tijd in de basis.
Dus keerde Milligan terug naar Oldham, waar het voor hem allemaal begon. Oldham overleefde twee seizoenen in de kersverse Premier League en degradeerde in 1994.

### Norwich City
Milligan, die aanvoerder was van Oldham, verhuisde naar Norwich City. Hiermee degradeerde hij in het seizoen 1994/95 opnieuw uit de Premier League. Ditmaal bleef hij zijn club wel trouw. Nog tot en met 2000 zou Milligan op Carrow Road te zien zijn.

### Blackpool
Milligin sloot zijn carrière in 2002 af bij Blackpool.

## Interlandcarrière
Milligan speelde in 1992 één interland in het Iers voetbalelftal: tegen de Verenigde Staten viel Milligan op het uur in voor de Manchester United-verdediger Denis Irwin.